# Муниципальное образование «Середкино»
Середкинское сельское поселение — муниципальное образование со статусом сельского поселения в
Боханском районе Иркутской области России. Административный центр — посёлок Середкина.

## Демография
По результатам Всероссийской переписи населения 2010 года
численность населения муниципального образования составила 1188 человек, в том числе 576 мужчин и 612 женщин.